# 하인츠 치글러
하인츠 치글러(독일어: Heinz Ziegler, 1894년 5월 19일 ~ 1972년 8월 21일)은 제1차 세계 대전과 제2차 세계 대전에 참전한 독일 군인이다.